# Bricheta (Andersen)
Bricheta (în daneză Fyrtøjet   ) este o poveste de Hans Christian Andersen, publicatǎ în 1835 în a doua revistă a basmelor sale, sub titlul danez Eventyr fortalte for børn. Basmul este însoțit de Prințesa și bobul de mazăre  și de Klaus cel Mic și Klaus cel Mare.

## Povestea
A fost odată un soldat care a întâlnit o vrăjitoare bătrână care îi propune să coboare in fundul unui trunchi de copac, unde se află o peșteră. Acolo el poate lua toți banii de aramă dintr-o ladă păzită de un câine cu ochi mari ca ceștile de ceai, toți banii de argint dintr-o ladă păzită de un câine cu ochii mari ca roțile de moară și toți banii de aur dintr-o ladă păzită de un câine cu ochii mari ca turnurile rotunde. Soldatul poate păstra banii pentru el, vrăjitoarea nu-i cere decât un singur lucru: bricheta pe care bunica ei a uitat-o când a coborât în aceasta peșteră. Pentru a îmblânzii câinii, doar va trebui să-i pună pe fiecare pe șorțul vrăjitoarei. Și soldatul face întocmai. Mai întâi ia arama, o aruncă, apoi ia argintul, îl aruncă iar pe urmă ia aurul și pe acesta îl păstrează. Apoi găsește bricheta vrăjitoarei.
Când se întoarce, o întreabă pe bătrână ce vrea să facă cu bricheta. Vrăjitoarea răspunde că nu este treaba lui. Atunci soldatul refuză să i-o dea și îi și taie capul vrăjitorei.
Ajuns în oraș, își lustruiește pantofii și întreabă pe oameni de fiica regelui pe care vrea să o vadă. Dar sa o vadă, pare imposibil. E închisă de tatăl ei, regele, în turnul palatului,  pentru ca o ursitoare a zis ca prințesa se va căsătorii cu un simplu soldat. Soldatul hotărăște să se distreze, în așteptarea unei soluții. Dar, cum cheltuie o mulțime de bani ducând o viață de huzur, se trezește repede sărac, într-un pod de casă sărăcăcios.
Întrucât este întuneric și frig, soldatul aprinde bricheta pentru a da flacără la o lumânare în podul său întunecat. Și in acel moment apare unul dintre câini și spune : Comandă stăpânul meu, ceea ce vrei . Soldatul cere mai întâi bani, apoi, când aprinde din nous bricheta, apare un alt câine căruia soldatul îi cere să meargă să o ia pe prințesă.
Câinele i-o aduce pe prințesă, dar a doua zi ea nu-și mai amintește de locul unde a fost dusă. Regina decide să o vegheze, iar când  câinele vine să o ia din nou pe prințesă, ea îl urmărește și marchează cu o cruce ușa casei în care a intrat câinele. E ușa soldatului. Dar crucea dispare, ștergându-se, până a doua zi.
În noaptea următoare, regina coase un săculeț cu făină la brâul prințesei și se ia după dârele de făină care curge din săculeț. Soldatul e descoperit, arestat și condamnat la spânzurătoare. Dar înainte de a fi spânzurat, el cere să i se dea voie sa fumeze o pipă. Aprinde bricheta o dată, de două ori, de trei ori, și cei trei câini apar toți trei de-o dată. Soldatul poruncește câinilor să răstoarne soldații, apoi regele și regina, soldatul și prințesa s-au căsătorit și au trăit fericiți până la sfârșitul timpului.

## Critici
Cu această publicație Andersen își atrage o critica usturătoare în Danemarca, țară în care sunt preferate poveștile moralizatoare ale lui Christian Frederik Molbech.
"Nimeni nu poate pretinde ca respectul vieții unui copil poate fi garantat cu lecturi din întâmplările lui Klaus cel Mare ucigându-și bunica și ale lui Klaus cel Mic omorându-l pe Klaus cel Mare. Aceste fapte sunt povestite ca si cum ar fi vorba despre un taur lovit în cap, la abator. Povestea prințesei cu mazărea uimește criticii prin caracterul nedelicat  și de neiertat ."
Chiar și prietenul său, Johannes Carsten Hauch, deși binevoitor cu Prințesa și bobul de mazăre, disprețuiește "Bricheta" într-un mod de neînțeles. 
Potrivit PG La Chesnais, " Inspirat din basmul O mie si una de nopți și de personajul Aladin", Andersen și-ar fi exprimat, prin Bricheta, "sentimentul de triumf după terminarea romanului de călătorie : Improvisatorul."
Totuși, în ciuda reticenței compatrioților săi, cele trei povești vor cunoaște doi ani mai târziu, succesul rapid pe care îl știm astăzi, cu o primă traducere ilustrată în Germania și mai apoi în lumea întreagă.
Bricheta se bazează pe poveștile pe care le-a auzit în copilărie și, potrivit lui Andersen însuși, într-o cameră în care ne retrăgeam. Dar el cunoștea bine povestea lui Aladdin și a celor O mie și una de nopți care l-au inspirat și pentru Cufărul zburător.

## Adaptări
- Bricheta , film de animație danez lansat în ( 1946 )